# 조선오이
조선오이(朝鮮--)는 한국의 재래 오이이다. 일반 오이보다 겉껍질이 부드럽고, 수분 함량이 적으며, 쓴맛이 덜하다. 장아찌를 담가 먹는다.
오래 두어 늙은 조선오이 열매는 "노각"이라 부르며, 조직이 단단하고 겉껍질에 그물 모양이 고르게 나타난다. 이 때문에 조선오이를 노각오이(老---)라 부르기도 한다.

## 사진

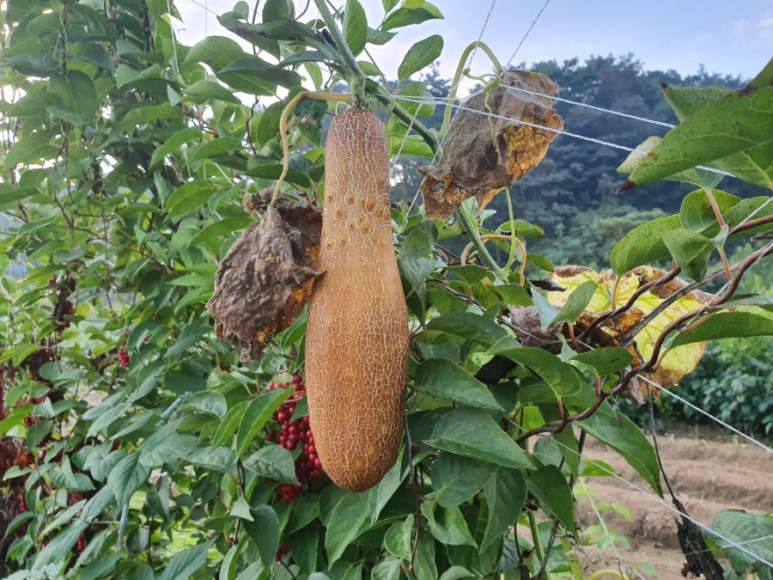
노각

## 같이 보기
- 노각
- 외